# Les bruixes de Llers
Les bruixes de Llers és un poemari publicat el 1924 per Carles Fages de Climent, amb il·lustracions de Salvador Dalí i pròleg de Ventura Gassol. Va ser el primer llibre de poemes de Fages i el primer llibre il·lustrat per Dalí.
Quan publiquen aquesta òpera prima sobre les bruixes, Dalí té 20 anys i encara no ha exposat mai fora de Figueres, i Fages 22, però ja ha guanyat els primers premis i comença a ser conegut a Barcelona. Baltasar Porcel diu que Josep Pla pensava que el millor de Dalí eren les seves il·lustracions a Les bruixes de Llers, "que són ninotets".
Fages mai no va repetir amb un artista per fer il·lustrar els seus llibres; Dalí tampoc no acostumava a treballar amb els mateixos autors i només va donar una tercera oportunitat a noms com André Breton, Paul Éluard, Maurice Sandoz, Shakespeare i Fages. El 1950, Fages publica el Poema dels tres reis il·lustrat per Joan Commeleran. L'exemplar que conserva el pintor a la seva biblioteca està dedicat per l'autor i diu: "Adreço el POEMA DELS TRES REIS a Salvador Dalí, l'amic de sempre, en memòria del sabater d'Ordis". El 1954 Dalí fa l'epíleg i il·lustra Balada del sabater d'Ordis que Fages de Climent li dedica així: "Al meu genial i constant amic En Salvador Dalí, il·lustrador celebrat i epilogista justíssim de la Balada del Sabater d'Ordis, amb la millor abraçada- C Fages de Climent, 1954". El 1956, en un article publicat a la revista Canigó que escriu Fages sobre Cadaqués s'inclou el text de Dalí "Cadaqués, el poble més bonic del món" amb una il·lustració del mateix pintor. Uns quants anys abans de la mort de Fages, el 1961, i amb motiu de l'homenatge de la ciutat de Figueres a Salvador Dalí, elaboren conjuntament l'auca El triomf i el rodolí de la Gala i en Dalí, on Fages posa els versos i Dalí els dibuixos que els acompanyen.
Pel que se'n sap, el pintor participava de tot el procés creatiu i fins i tot els textos eren fruit de les discussions que mantenien. Sobre Les bruixes de Llers escriurà més tard a Fages: "Al componer en íntimo intercambio la edición del poema, ni el poeta ni el ilustrador conocían los escenarios que en él se describen. Cuando en el carrito de un gitano que solía servir de modelo del pintor en su estudio fueron por vez primera a Llers, ya aparecido el libro, ambos convinimos que todo estaba bien, porque las cosas se hallan siempre de antemano como debe ser en su sitio correspondiente. Lo imprescindible para interpretar un paisaje determinado, dijo Salvador, es no haberlo visto nunca".

La participació de Dalí en la gestació del projecte de Les Bruixes de Llers es posa de manifest en una carta que la Lidia de Cadaqués —filla de la Sabana, l'última bruixa de Cadaqués— adreça a Dalí, dient-li: "
| « | dile a Fojas (Fages de Climent) que tiene que hacer un libro, que las brujas tienen que gastar siempre perras porque cuando cambian un billete es que han ido a buscarlo en alguna caja de hierro. Es el pueblo de María Santísima, pueblo bárbaro, judío | » |

".
Després de la mort de Fages, Octavi Saltor escriu que "el mestre en gai saber Joan Arús té escrit un magnífic i extens pròleg per a una ja prevista reedició" i que "Josep Maria de Sagarra havia accedit a escriure una presentació de la segona edició, revisada i augmentada". L'any 1977 se'n va fer una reedició, que va ser dirigida per Jaume Maurici i Montserrat Vayreda i es va limitar a una reproducció facsímil i, finalment, l'any 2002, coincidint amb el centenari del naixement de Fages, Quaderns Crema va fer la que, de moment, n'és la darrera edició.